# Бобруйск-Арена
«Бобру́йск-Аре́на» (бел. «Бабру́йск-Арэ́на», полное название — Государственное специализированное учебно-спортивное учреждение „Детско-юношеская спортивная школа по хоккею с шайбой“ „Бобруйск-Арена“») — спортивный комплекс в городе Бобруйске, Белоруссия. Расположен в юго-восточной части города на территории памятника архитектуры «Бобруйская крепость» на правом берегу реки Березина. Основное назначение — проведение матчей по хоккею с шайбой, вместимость — 7 191 зритель. Арена является домашней площадкой хоккейного клуба «Бобруйск», выступающего в Высшей лиге Белоруссии.

## История
Ледовый дворец в Бобруйске был второй ареной в заявке Белоруссии на проведение чемпионата мира по хоккею 2013 года. Однако, после того как в 2007 году право принять этот мировой форум выиграла Швеция, белорусская федерация хоккея изменила стратегию, и в новой заявке были указаны только минские арены. Это принесло плоды — Белоруссия получила право на проведение чемпионата мира 2014 года.
Тем не менее, строительство «Бобруйск-Арены» велось уже с июля 2006 года. Проект был выполнен специалистами УП «Белпромпроект», в качестве генерального подрядчика выступал «Бобруйский домостроительный комбинат». Источниками финансирования были средства республиканского, областного и городского бюджетов. Первоначальные сроки строительства объекта составляли 41 месяц, однако были сокращёны и в конечном итоге составили 23 месяца.
Арена вступила в строй 31 мая 2008 года. В рамках торжественной церемонии открытия прошёл товарищеский матч команды президента Белоруссии Александра Лукашенко против сборной мира. В составе последней на лёд выходили Алексей Касатонов, Александр Харламов, Владимир Крутов, Игорь Ларионов, Хелмут Балдерис, другие известные в прошлом игроки из России, Канады, Германии, Австрии, Финляндии, Чехии, а также министр внутренних дел Российской Федерации Рашид Нургалиев и президент КХЛ Александр Медведев. Встреча завершилась со счетом 13:10 в пользу хозяев поля.

## Описание арены
Арена представляет собой сооружение круглой формы диаметром 118,8 м, общей площадью 22 882,9 квадратных метра. Основой сооружения является хоккейная площадка стандарта ИИХФ, окружённая трибунами на 7 191 человека, в том числе 10 мест предусмотрено для инвалидов-колясочников, ещё 30 мест расположено в трёх гостевых ложах.
Основное назначение арены — проведение соревнований и тренировочных занятий по хоккею с шайбой, фигурному катанию, шорт-треку и другим ледовым видам спорта. Предусматривается возможность трансформирования ледовой коробки в площадку для игровых видов спорта, спортивных единоборств, тяжёлой атлетики, гимнастики, бокса, а также в сцену для проведения концертов и других зрелищных мероприятий. В свободное от спортивных мероприятий время ледовая площадка задействована для проведения массовых катаний на коньках.

## Культурные мероприятия
На «Бобруйск-Арене» периодически проводятся многотысячные культурные и спортивные мероприятия, проводятся спортивные чемпионаты мира. Также именно «ледовый» все чаще становится концертной площадкой для заезжих российских и мировых знаменитостей. С выступлением на «Бобруйск-Арене» побывали группа «Звери», «Виагра», Лолита Милявская, Валерий Леонтьев, Би-2, Александр Серов, Недежда Бабкина и другие.
На Бобруйской хоккейной арене 23-25 августа 2011 года проходили съёмки фильма «Легенда № 17», посвящённого легендарному хоккеисту Харламову. Поучаствовать в съёмках за небольшое вознаграждение мог каждый желающий.
На Бобруйск-Арене проводились два матча плей-офф КХЛ между Динамо Минск и Динамо Москва. В обоих матча Минчане уступили 1-3 и 2-4. На первый пришло 6290 зрителей, а на второй — 6050.